# Тугул
Тугул (тадж. «Туғул» — «тупик») — кишлак Пянджского района Хатлонской области Республики Таджикистан. Административный центр джамоата (сельской общины) Нури Вахдат. От Тугула до районного центра 12 км. Население 4083 человек (2017), таджики.
Находится неподалёку от границы с Афганистаном.
«Тугул» — пограничная застава Ордена Ленина Краснознаменного Пянджского пограничного отряда КСАПО ПВ КГБ СССР.